# Championnat du monde masculin de curling 1962
Navigation
Édition précédente Édition suivante
Le Championnat du monde masculin de curling 1962 (nom officiel: Scotch Cup) est le 4e championnat du monde masculin de curling.

Il a été organisé dans 2 villes d'Écosse : Falkirk et Édimbourg, du 16 au 19 mars 1962.

## Équipes
| Canada | Écosse | Suède                                                                                              | États-Unis                                                                                            |
| Regina CC, Saskatchewan Skip: Ernie Richardson Third: Arnold Richardson Second: Garnet Richardson Lead: Wes Richardson | Airth Bruce Castle Dunsmore CC, Falkirk Skip: Willie Young Third: John Pearson Second: Sandy Anderson Lead: Bobby Young | Norrköpings CK Skip: Rolf Arfwidsson Third: Knut Bartels Second: Per Ivar Rydgren Lead: Arne Stern | Hibbing CC, Minnesota Skip: Dick Brown Third: Terry Kleffman Second: Fran Kleffman Lead: Nick Jerulle |

## Classement
| Pays       | Skip             | V | D |
| ---------- | ---------------- | - | - |
| Canada     | Ernie Richardson | 6 | 0 |
| États-Unis | Dick Brown       | 4 | 2 |
| Écosse     | Willie Young     | 2 | 4 |
| Suède      | Rolf Arfwidsson  | 0 | 6 |

*Légende: V = Victoire - D = Défaite

## Résultats

### Match 1
| Équipes             | 1 | 2 | 3 | 4 | 5 | 6 | 7 | 8 | 9 | 10 | Total |
| ------------------- | - | - | - | - | - | - | - | - | - | -- | ----- |
| Canada (Richardson) | – | – | – | – | – | – | – | – | – | –  | 11    |
| États-Unis (Brown)  | – | – | – | – | – | – | – | – | – | –  | 5     |

| Équipes            | 1 | 2 | 3 | 4 | 5 | 6 | 7 | 8 | 9 | 10 | Total |
| ------------------ | - | - | - | - | - | - | - | - | - | -- | ----- |
| Écosse (Young)     | – | – | – | – | – | – | – | – | – | –  | 12    |
| Suède (Arfwidsson) | – | – | – | – | – | – | – | – | – | –  | 8     |

### Match 2
| Équipes             | 1 | 2 | 3 | 4 | 5 | 6 | 7 | 8 | 9 | 10 | Total |
| ------------------- | - | - | - | - | - | - | - | - | - | -- | ----- |
| Canada (Richardson) | – | – | – | – | – | – | – | – | – | –  | 10    |
| Suède (Arfwidsson)  | – | – | – | – | – | – | – | – | – | –  | 7     |

| Équipes            | 1 | 2 | 3 | 4 | 5 | 6 | 7 | 8 | 9 | 10 | Total |
| ------------------ | - | - | - | - | - | - | - | - | - | -- | ----- |
| États-Unis (Brown) | – | – | – | – | – | – | – | – | – | –  | 10    |
| Écosse (Young)     | – | – | – | – | – | – | – | – | – | –  | 7     |

### Match 3
| Équipes             | 1 | 2 | 3 | 4 | 5 | 6 | 7 | 8 | 9 | 10 | Total |
| ------------------- | - | - | - | - | - | - | - | - | - | -- | ----- |
| Canada (Richardson) | – | – | – | – | – | – | – | – | – | –  | 20    |
| Écosse (Young)      | – | – | – | – | – | – | – | – | – | –  | 4     |

| Équipes            | 1 | 2 | 3 | 4 | 5 | 6 | 7 | 8 | 9 | 10 | Total |
| ------------------ | - | - | - | - | - | - | - | - | - | -- | ----- |
| États-Unis (Brown) | – | – | – | – | – | – | – | – | – | –  | 13    |
| Suède (Arfwidsson) | – | – | – | – | – | – | – | – | – | –  | 8     |

### Match 4
| Équipes             | 1 | 2 | 3 | 4 | 5 | 6 | 7 | 8 | 9 | 10 | Total |
| ------------------- | - | - | - | - | - | - | - | - | - | -- | ----- |
| Canada (Richardson) | – | – | – | – | – | – | – | – | – | –  | 24    |
| Suède (Arfwidsson)  | – | – | – | – | – | – | – | – | – | –  | 4     |

| Équipes            | 1 | 2 | 3 | 4 | 5 | 6 | 7 | 8 | 9 | 10 | Total |
| ------------------ | - | - | - | - | - | - | - | - | - | -- | ----- |
| États-Unis (Brown) | – | – | – | – | – | – | – | – | – | –  | 14    |
| Suède (Arfwidsson) | – | – | – | – | – | – | – | – | – | –  | 5     |

### Match 5
| Équipes             | 1 | 2 | 3 | 4 | 5 | 6 | 7 | 8 | 9 | 10 | Total |
| ------------------- | - | - | - | - | - | - | - | - | - | -- | ----- |
| Canada (Richardson) | – | – | – | – | – | – | – | – | – | –  | 13    |
| Suède (Arfwidsson)  | – | – | – | – | – | – | – | – | – | –  | 8     |

| Équipes            | 1 | 2 | 3 | 4 | 5 | 6 | 7 | 8 | 9 | 10 | Total |
| ------------------ | - | - | - | - | - | - | - | - | - | -- | ----- |
| Écosse (Young)     | – | – | – | – | – | – | – | – | – | –  | 18    |
| Suède (Arfwidsson) | – | – | – | – | – | – | – | – | – | –  | 4     |

### Match 6
| Équipes             | 1 | 2 | 3 | 4 | 5 | 6 | 7 | 8 | 9 | 10 | Total |
| ------------------- | - | - | - | - | - | - | - | - | - | -- | ----- |
| Canada (Richardson) | – | – | – | – | – | – | – | – | – | –  | 13    |
| Écosse (Young)      | – | – | – | – | – | – | – | – | – | –  | 8     |

| Équipes            | 1 | 2 | 3 | 4 | 5 | 6 | 7 | 8 | 9 | 10 | Total |
| ------------------ | - | - | - | - | - | - | - | - | - | -- | ----- |
| États-Unis (Brown) | – | – | – | – | – | – | – | – | – | –  | 15    |
| Suède (Arfwidsson) | – | – | – | – | – | – | – | – | – | –  | 6     |

| Champion du monde de curling 1962 |
| --------------------------------- |
| Canada 4e titre                   |